# Erlöserkirche (Saal an der Saale)

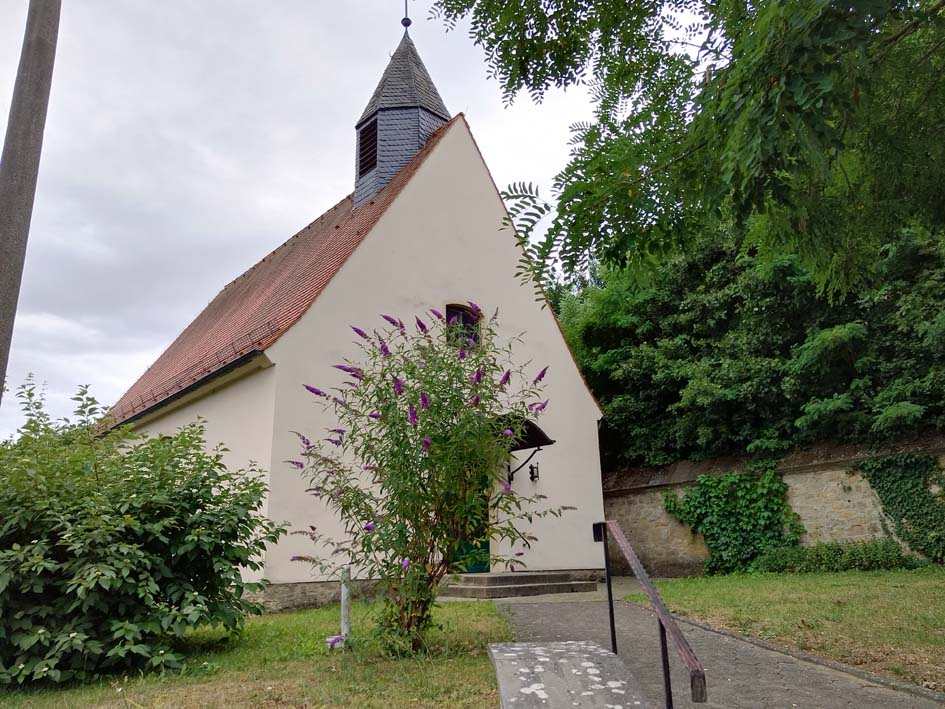
Erlöserkirche in Saal an der Saale

Die evangelische Erlöserkirche Saal an der Saale befindet sich im Markt Saal an der Saale im unterfränkischen Landkreis Rhön-Grabfeld in Bayern.
Die Kirchengemeinde Saal an der Saale gehört zum Dekanat Bad Neustadt an der Saale, einem der 19 Dekanate des Kirchenkreises Ansbach-Würzburg der Evangelisch-Lutherischen Kirche in Bayern.

## Geschichte
Alle Bürger der Gemeinde Saal an der Saale waren katholisch, bis im Jahr 1900 mit Steuerrevisor Johann Adam Neidhardt, der beruflich nach Saal versetzt wurde, und seiner Familie aus Sulzdorf an der Lederhecke die ersten Protestanten in den Ort kamen. Bis zum Jahr 1925 wurde eine größere Anzahl von Protestanten hierher evakuiert. Die evangelischen Gebrüder Nenninger errichteten 1923 mit ihrem Unternehmen drei weitere Wohnhäuser an der Kleineibstädter Straße, die von 25 Protestanten bezogen wurden. Weitere Protestanten zogen auch nach den Wirren des Zweiten Weltkrieges nach Saal an der Saale.
Das Verhältnis zwischen Protestanten und Katholiken war so gut, dass das Bischöfliche Ordinariat Würzburg die katholische Pfarrkirche von Saal auch den Protestanten für Gottesdienste zur Verfügung stellte. Im Jahr 1953 entstand die Idee, eine eigene evangelische Kirche zu errichten. Die politische Gemeinde Saal stellte dafür kostenlos den Bauplatz. Im Jahr 1954 erfolgte die Einweihung der Erlöserkirche durch Pfarrer Richter.